# Jean Lhermitte
Jacques Jean Lhermitte (Mont-Saint-Père, 20 gennaio 1877 – Parigi, 24 gennaio 1959) è stato un neurologo francese.

## Biografia
Lhermitte nacque a Mont-Saint-Père, Aisne, figlio di Léon Augustin Lhermitte, un pittore realista francese. Dopo la prima educazione a Saint-Etienne, studiò a Parigi e si laureò in medicina nel 1907. Si specializzò in neurologia e divenne Chef-de-clinique (residente) per le malattie nervose nel 1908, Chef de laboratoire nel 1910 e professeur agrégé per la psichiatria nel 1922. In seguito divenne Médecin des Hôpitaux presso l'"Hospice Paul Brousse", capo della fondazione "Dejerine", e direttore clinico presso l'Ospedale Salpêtrière. Durante la prima guerra mondiale, Lhermitte studiò le lesioni spinali e si interessò alla neuropsichiatria. Ciò portò a pubblicazioni sulle allucinazioni visive. Uomo profondamente religioso, esplorò il territorio comune tra teologia e medicina, e questo lo portò a interessanti studi sulla possessione demoniaca e la stigmatizzazione.

## Eponimi medici
Lhermitte era un noto neurologo clinico e un certo numero di eponimi rilevanti dal punto di vista medico portano il suo nome:
- Segno di Lhermitte: la flessione del collo nei pazienti con sclerosi multipla produce sensazioni simili a scosse elettriche che si estendono lungo la colonna vertebrale e possono colpire gli arti.
- Allucinosi peduncolare di Lhermitte: allucinazioni puramente visive riconosciute come fenomeni irreali e anormali (intuizione preservata).
- Sindrome di Lhermitte: rara sindrome di paralisi oculare con nistagmo e paralisi dell'adduzione durante il tentativo di deviazione laterale degli occhi.
- Sindrome Lhermitte-Cornil-Quesnel: una degenerazione lentamente progressiva pyramido pallidale.
- Sindrome di Lhermitte-Duclos: rara entità patologica con ipertrofia principalmente dello strato granuloso del cervelletto.
- Sindrome di Lhermitte-Lévy: sindrome di paralisi che progredisce lentamente dopo un ictus.
- Sindrome di Lhermitte-McAlpine: sindrome combinata del tratto piramidale ed extrapiramidale nelle persone di mezza età e negli anziani.
- Sindrome di Lhermitte-Trelles: una sindrome caratterizzata da infiltrazione linfoblastica del sistema nervoso periferico, associata a paralisi e amiotrofia.